# Улмету (Вилча)
Улмету (рум. Ulmetu) — село у повіті Вилча в Румунії. Входить до складу комуни Копечень.
Село розташоване на відстані 179 км на захід від Бухареста, 34 км на захід від Римніку-Вилчі, 76 км на північ від Крайови, 147 км на південний захід від Брашова.

## Населення
За даними перепису населення 2002 року у селі проживали 478 осіб, усі — румуни. Усі жителі села рідною мовою назвали румунську.